# Председнички избори у САД 1880.
Председнички избори у Сједињеним Државама 1880. били су 24. четворогодишњи председнички избори, одржани у уторак, 2. новембра 1880. године, на којима је републикански кандидат Џејмс А. Гарфилд победио Винфилда Скота Хенкока из Демократске странке. Стопа излазности бирача била је једна од највиших у историји нације. Гарфилд је убијен током прве године на функцији, а наследио га је његов потпредседник Честер А. Артур.
Актуелни председник Радерфорд Б. Хејз није тражио реизбор. После најдуже конвенције у историји странке, фракционисани републиканци изабрали су представника Гарфилда из Охаја за свог заставника. Демократска странка изабрала је генерала Винфилда Скота Хенкока из Пенсилваније за свог кандидата. Доминација две велике странке почела је да се опада пошто је нова левичарска партија, Зелена странка, номиновала још једног генерала из грађанског рата за председника, конгресмена из Ајове Џејмса Б. Вивера. У кампањи која се водила углавном око питања лојалности Грађанском рату, тарифа и кинеске имиграције, Гарфилд је за длаку победио и на изборима и на изборима. Он и Хенкок су сваки освојили нешто више од 48 одсто гласова, док су Вивер и још два мања кандидата, Нил Дау и Џон В. Фелпс, заједно чинили остатак.
На крају, укупан број гласова два главна кандидата раздвојен је са 1.898 гласова (0,11%), што је најмања победа на националном народном гласању икада забележена. У изборном колегијуму, међутим, Гарфилдова победа је била много већа; освојио је одлучујућу државу Њујорк са 21.033 гласа (1,91%). Хенкоково освајање јужних држава није било довољно за победу, али је учврстило доминацију његове странке у региону генерацијама.
То су уједно и други избори на којима су два кандидата која су добила електорске гласове имала исти број држава. То се десило и 1848. и 2020. Ово је била последња од шест узастопних победа Републиканске странке на председничким изборима. То је такође било прво у којем су људи у свакој држави могли директно да гласају за председничке изборе.

## Позадина
Две водеће странке у то време биле су републиканци и демократе, а након завршетка Ере реконструкције 1877. године, бирачко тело на националном нивоу било је оштро подељено између њих. Чланство у странкама није било засновано искључиво на идеологији; страначка припадност често је одражавала етничко и верско порекло, као и лојалности из периода Грађанског рата, које су и даље биле дубоко укорењене код многих бирача. Већина протестаната са Севера гласала је за републиканце, као и афромериканци на Југу. С друге стране, белци на Југу и северњачки католици углавном су подржавали демократе.

### Политичка питања
Златни стандард и царина на увозну робу били су главне тачке поделе између великих странака. Расправа о монетарној политици тицала се питања на чему треба да се заснива вредност америчког долара. До Грађанског рата, у САД су као законито средство плаћања важили искључиво златни и сребрни новчићи. Међутим, због све већих ратних трошкова, Конгрес је почео да издаје „зелени новац“ — новчанице чију је вредност гарантовала држава кроз обвезнице. Ова средства су помогла у финансирању рата, али су истовремено проузроковала велику инфлацију. Након рата, власници обвезница и други повериоци (углавном са Севера) залагали су се за повратак златном стандарду. С друге стране, дужници (посебно на Југу и Западу) користили су погодности инфлације, која је умањивала реалну вредност дугова. Радници и поједини привредници такође су подржавали инфлацију јер је олакшавала приступ кредитима. Ово питање није пратио јасан страначки раскол, већ је доводило до унутрашњих подела у обе странке и појаве треће странке — Зелене странке 1876. године, пошто су обе велике странке номиновале кандидате који су се залагали за „тврди новац“ (односно валуту покривену златом, уместо инфлаторних зелених новчаница). Монетарна расправа се продубила када је Конгрес демонетизовао сребро 1873. године, почео да откупљује зелене новчанице у злату од 1879. и ограничио њихову циркулацију. До почетка изборне сезоне 1880. године, америчка валута била је заснована искључиво на злату, али питање није било разрешењено.
Царинска политика представљала је један од главних узрока страначких сукоба у касном 19. и почетком 20. века. Током Грађанског рата, Конгрес је подигао заштитне царине на рекордне нивое, делом како би финансирао рат, али и због тога што су високе царине биле популарне на Северу. Висока царина значила је да је увозна роба скупља, што је домаћим предузећима омогућавало лакшу продају на унутрашњем тржишту. Републиканци су подржавали високе царине као средство заштите радних места и подстицања привредног раста. Демократе су их критиковале као узрок виших цена, сматрајући да држави више није потребан толики приход након завршетка рата. Ипак, демократе са Севера из индустријских округа, посебно из Пенсилваније, такође су подржавале царинску заштиту. Због страначког јединства, лидери обе странке често су настојали да ово питање избегну.

### Избори 1876. године
На председничким изборима 1876. године, републиканац Радерфорд Б. Хејс из Охаја победио је демократу Самјуела Џ. Тилдена из Њујорка у једним од најжешће оспораваних избора у америчкој историји. Први резултати указивали су на демократску победу, али су изборни гласови неколико јужних држава били предмет жестоке расправе. Обе странке у Конгресу пристале су да формирају двостраначку Изборну комисију, која је на крају одлучила у корист Хејса.
За демократе, „украдени избори“ постали су мото за мобилизацију, и већина 1878. године у Представничком дому била је посвећена истрази, иако нису пронашли нове доказе против републиканаца. У почетку, Тилден је важио за водећег кандидата за демократску кандидатуру 1880. године. За водеће републиканце, Хејсова инаугурација 1877. означила је почетак унутарстраначких интрига уочи избора 1880. Још пре избора, Хејс се обавезао да неће тражити други мандат, чиме је отворио пут за нове претенденате. Његови избори за чланове владе отуђили су многе странке лидере и продубили раскол унутар странке, између присталица сенатора из Њујорка Роскоа Конклинга и оних оданих сенатору из Мејна Џејмсу Блејну.

## Конвенције
Странке су своје програм и председничке кандидате усаглашавале на страначким конвенцијама, које су се одржавале током лета уочи избора.

### Кандидатура Републиканске странке
| Кандидатура Републиканске странке 1880. године              |                                                          |
| Џејмс А. Гарфилд                                            | Честер А. Артур                                          |
| за председника                                              | за потпредседника                                        |
|                                                             |                                                          |
| члан Представничког дома из 19. дистрикта Охаја (1863–1880) | 10. председник Републиканске странке Њујорка (1879–1881) |
|                                                             |                                                          |

Републиканска конвенција прва је сазвана, у Чикагу, Илиноис, 2. јуна. Три најистакнутија кандидата за номинацију били су бивши председник Јулисиз С. Грант, сенатор Џејмс Г. Блејн и министар финансија Џон Шерман. Грант, водећи војсковођа северњачке армије током рата, већ је био председник два мандата (1869–1877) и тражио је преседан — трећи мандат. Подржавала га је Конклингова фракција, позната као сталварт, која се противила реформама државне службе које је промовисао Хејс. Блејна је подржавала фракција халф-бридова, који су подржавали реформе. Шерман, брат генерала Вилијама Т. Шермана, био је бивши сенатор из Охаја и министар у Хејсовом кабинету, са умереном подршком. Подржавала га је мања група која није припадала ни једној од доминантних фракција.

У првом кругу, Грант је добио 304 гласа, Блејн 285, а Шерман 93. Ниједан кандидат није имао већину, те је гласање настављено. Након 35 кругова, делегати Блејна и Шермана окрећу подршку новом, „тамном коњу“ — конгресмену Џејмсу А. Гарфилду из Охаја. У следећем кругу, Гарфилд добија 399 гласова и номинован је. Да би се умирили Грантови присталице, предложен је Ливи П. Мортон за потпредседника, али је он, по Конклинговом савету, одбио. Номинација је потом понуђена Честеру А. Артуру, још једном Њујорчанину из сталварт фракције. Иако му је Конклинг такође саветовао да одбије, Артур је прихватио. Конвенција је завршена 8. јуна 1880. године, након најдужег заседања у историји Републиканске странке.
- Јулисиз С. Грант (председник САД 1869–1877)
- Џејмс Г. Блејн (сенатор из Мејна)
- Џон Шерман (министар финансија)
- Џејмс А. Гарфилд (конгресмен из Охаја)

### Кандидатура Демократске странке
| Кандидатура Демократске странке 1880. године       |                                                                          |
| Винфилд С. Ханкок                                  | Вилијам Х. Инглиш                                                        |
| за председника                                     | за потпредседника                                                        |
|                                                    |                                                                          |
| Генерал мајор у Оружаним снагама САД-а (1844–1886) | Члан Представничког дома САД из 2. изборне јединице Индијане (1853–1861) |
| Кампања                                            |                                                                          |
|                                                    |                                                                          |

Касније тог месеца, Демократска странка одржала је своју националну конвенцију у Синсинатију, Охајо. Шесторица људи званично су били у трци за номинацију, а неколико других добило је гласове делегата. Најозбиљнији кандидати били су генерал-мајор Винфилд Скот Хенкок из Пенсилваније и сенатор Томас Ф. Бајард из Делавера. Иако Семјуел Џ. Тилден није био званични кандидат, његов утицај на конвенцији био је знатан. Његова нејасна позиција у вези с новом председничком кампањом довела је до тога да су неки делегати подржали друге кандидате, док су други остали верни свом досадашњем лидеру.
На почетку конвенције, део делегата подржавао је конзервативног сенатора Бајарда, док је други део стао уз Хенкока, професионалног војника и хероја из грађанског рата. Било је и оних који су се определили за кандидате које су сматрали својеврсним заступницима Тилдена, попут Хенрија Б. Пејна]из Охаја, адвоката и бившег конгресмена, као и Семјуела Џ. Рандала из Пенсилваније, председника Представничког дома САД. Прво гласање није донело коначну одлуку, при чему су Хенкок и Бајард добили највише гласова. Након што је постало извесно да се Тилден неће кандидовати, делегати су масовно подржали Хенкока, који је добио номинацију. За потпредседничког кандидата одабран је Вилијам Хејден Инглиш, конзервативни политичар и привредник из Индијане, кључне „неодлучне државе“ у том тренутку.
- Винфилд Скот Хенкок (генерал-мајор војске САД)
- Томас Ф. Бајард (сенатор САД из Делавера)
- Семјуел Џ. Рандал (председник Представничког дома и лидер демократске већине)

### Мање странке
Конвенција Зелене странке састала се у Чикагу средином јуна, у истој сали коју су претходно користили Републиканци. Ова странка била је нова појава на политичкој сцени 1880. године, настала као реакција на економску депресију која је уследила након финансијског краха 1873. године, углавном у западним и јужним деловима земље. Током грађанског рата, Конгрес је одобрио издавање „гринбека (зеленог новца)“ – папирног новца који је био покривен државним обвезницама, а не златом. Након рата, многи демократе и републиканци са Истока залагали су се за повратак златном стандардну, а влада је почела да повлачи гринбеке из оптицаја. Смањење новчане масе, у комбинацији с депресијом, додатно је погоршало положај дужника, фармера и индустријских радника. Зелена странка се надала да ће добити подршку ових група. Поред подршке широј новчаној маси, странка се залагала и за осмочасовно радно време, безбедносне прописе у фабрикама и укидање дечјег рада.
Шесторица људи били су кандидати за председничку номинацију Зелене странке. Џејмс Б. Вивер, конгресмен из Ајове и бивши генерал у грађанском рату, био је очигледан фаворит, али су двојица других конгресмена – Бенџамин Ф. Батлер из Масачусетса и Хендрик Бредли Рајт из Пенсилваније – такође имали значајну подршку. Вивер је однео убедљиву победу већ у првом кругу, добивши већину од 850 делегата. Барзилај Џ. Чемберс, привредник из Тексаса и ветеран Конфедерације, номинован је за потпредседника такође у првом кругу. Много веће несугласице избијале су приликом усвајања платформе, пошто су се делегати из разних левичарских струја разилазили у ставовима о праву гласа за жене, кинеској имиграцији и степену државне контроле над радним условима.
Исте те године, конвенцију је одржала и Странка забране алкохола у Кливленду, Охајо. Ова странка, више покрет него класична политичка странка, усредсређена је била на циљ забране производње и продаје алкохола. Највећи део чланова странке потицао је из пијетистичких цркава и били су бивши републиканци. Делегати су стигли из свега дванаест савезних држава, а платформа је занемарила већину актуелних питања, фокусирајући се на друштвене штете од алкохола. За председника је номинован Нил Доу, генерал из грађанског рата из Мејна. Као градоначелник Портланда, Дау је помогао у доношењу чувеног "мејнског закона", којим је забрањена продаја алкохола у граду; овај закон постао је модел за сличне прописе широм земље. На крају, обновљена Антимасонска странка кандидовала је Џона В. Фелпса, још једног генерала из грађанског рата, на платформи која је заговарала супротстављање масонству. Политички посматрачи сматрали су да Вивер има врло мале шансе за победу, док Дау и Фелпс нису имали никаквих изгледа.

## Кандидати

### Гарфилд
Џејмс Абрам Гарфилд одрастао је у скромним околностима на фарми у Охају, коју је водила његова удовица мајка. У младости је радио разне послове, укључујући и рад на баржи. Са 17 година почео је студије на Колеџ Вилијамс у Вилијамстауну, Масачусетс, где је и дипломирао 1856. године. Већ следеће године ушао је у политику као републиканац. У браку је са Лукрецијом Рудолф од 1858. године, а био је и члан сената државе Охајо (1859–1861). Гарфилд је био противник отцепљења Конфедерације, служио је као генерал-мајор у војсци Уније током грађанског рата и учествовао у биткама код Мидл Крика, Шајлоа и Чикамауге. Први пут је изабран у Конгрес 1862. године, као представник 19. дистрикта Охаја. Током дугог конгресног стажа након грађанског рата, снажно је подржавао златни стандард и стекао је репутацију вештог говорника. У почетку је делио ставове радикалних републиканаца у вези са Реконструкцијом, али је касније заступао умеренији приступ у примени грађанских права за ослобођене робове.
Након номинације, Гарфилд се састајао са страначким лидерима у покушају да се превазиђе раскол између сталварта и хaф-бридса. У званичном писму прихватања кандидатуре, написаном уз савете страначких лидера, подржао је политику високих царина и стабилног новца, али је посебно истакао питања кинеске имиграције и реформе државне службе. По оба питања заузео је умерен став. Позвао је на одређена ограничења имиграције, путем поновних преговора уговора са кинеском владом. У вези са реформом државне службе заузео је двосмислен став, изјављујући да подржава саму идеју, али да неће именовати никога без консултација са страначким лидерима – став који је биограф из 20. века, Алан Пескин, назвао „неконзистентним“. Као што је тада био обичај, Гарфилд је водио кампању са трема, остајући у свом дому током читаве трке, док су кампању уместо њега водили његови сарадници.

### Хенкок
Винфилд Скот Ханкок рођен је и одрастао у Пенсилванији. Име је добио по генералу Винфилду Скоту, јунаку рата из 1812. године и председничком кандидату Виговске партије на председничким изборима 1852. године. Завршио је Војну академију у Вест Појнту и служио у војсци четири деценије, укључујући учешће у америчко-мексичком рату и као генерал Уније у грађанском рату. Међу саборцима био је познат као „Хенкок Величанствени“, а посебно је запамћен по својем личном херојству у бици код Гетисбурга 1863. године, где је предводио одбрану током Пикетовог јуриша, приликом чега је и рањен. Након рата наставио је војну службу, учествујући у војној Реконструкцији Југа и у операцијама на западном фронту. Током Реконструкције, подржавао је тадашњег председника Ендруа Џонсона у настојању да се што пре оконча војна управа на југу и омогући повратак предратних структура на власт. Хенкокова репутација јунака код Гетисбурга, у комбинацији са његовим положајем истакнутог демократе и беспрекорним унионистичким ставом уз подршку права савезних држава, учинила га је озбиљним председничким кандидатом на свака четири изборна циклуса.
Хенкок је званично обавештен о својој номинацији у јулу и одговорио је традиционалним писмом прихватања. Као и Гарфилд, настојао је да у свом обраћању избегне контроверзе, те је, према мишљењу биографа Дејвида М. Џордана, писмо било „бланд и општо“. Након што је критиковао године републиканске власти, Хенкок је настојао да ублажи страхове да би победа демократа значила укидање резултата рата и Реконструкције – тема коју су републиканци често користили у својој кампањи. За разлику од Гарфилда, Хенкок није имао искуства у изборној политици, али писмо прихватања није пружило додатни увид у његове политичке ставове. Током кампање остао је на дужности, на свом положају на Говернорс Ајленду у Њујоршкој луци.

### Вивер
Џејмс Бејрд Вивер рођен је у Охају, а као дечак се са породицом преселио у Ајову, где су стекли имање захваљујући закону о домаћинствима. Као младић постао је политички активан и залагао се за интересе фармера и радника, придруживши се, а потом и напустивши, више политичких странака у борби за прогресивне идеје у које је веровао. Након служења у Савезној војсци током грађанског рата, вратио се у Ајову и радио на избору републиканских кандидата. Након неуспешних покушаја да добије номинацију Републиканске странке за разне функције, и све већег незадовољства конзервативним крилом странке, Вивер је 1877. прешао у Зелену странку, залажући се за повећање новчане масе и строжу регулацију великих предузећа. Као зелени уз подршку демократа, изабран је у Представнички дом 1878. године.
За разлику од кандидата двеју великих странака, Вивер је планирао да лично учествује у кампањи, држећи говоре широм земље. Његов потпредседнички кандидат, Чејмберс, такође је намеравао да путује, али је након пада са воза у јулу био онемогућен даље у учешћу у кампањи. Како је Странка зеленаца једина имала кандидата са југа, Вивер се надао да ће тиме привући бираче у том региону. Његов пут до победе, већ ионако мало вероватан, додатно је отежан његовим одбијањем да у неким државама учествује у изборним савезима са демократама, чиме би удружени гласови могли да победе републиканце. Порука расне инклузије коју је заговарала његова странка такође му је отежала приступ југу, где су се зелени суочавали са истим препрекама као и републиканци, у контексту све чешћег ускраћивања гласачких права црнцима.

== Кaмпања == 

### Крвава кошуља
Ханкок и Демократска странка очекивали су подршку чврстог Југа, док се велики део Севера сматрао безбедним тлом за Гарфилда и Републиканску странку; већина кампање водила се у неколико колебљивих држава, укључујући Њујорк и Индијану. Национални избори углавном су се одлучивали у тесним тркама у Њујорку и Средњем западу. Практичне разлике између главних председничких кандидата биле су малобројне, па су републиканци започели кампању уз познату тему "махање крвавом кошуљом", подсећајући бираче на Северу да је Демократска странка одговорна за сецесију и четворогодишњи грађански рат, те да ће, ако дође на власт, поништити тековине тог рата, обесчастити ветеране Уније и исплаћивати пензије војницима Конфедерације из савезне касе. Пошто је прошло петнаест година од завршетка рата, а генерали Уније предводили све важније и мање странке, позивање на ратне заслуге све је мање утицало на мобилизацију бирача.
Демократе су, са своје стране, водиле кампању фокусирајући се на карактере кандидата. Нападали су Гарфилда због његове повезаности са скандалом Кредит Мобилијером из раних 1870-их, у којем је корпорација за изградњу железнице подмићивала многе чланове Конгреса. Гарфилдова тачна улога остала је непозната, али се савремени биографи слажу да његов извештај о сарадњи са грађевинским конзорцијумом није био потпуно искрен. Демократе су искористиле тај случај како би супротставиле Гарфилду Ханкока, који је као каријерни војни официр био изван утицаја Конгреса и лобиста. Многи у Републиканској странци били су невољни да отворено критикују "хероја Гетисбурга", али су га ипак представљали као човека недовољно упућеног у политичка питања, а неки од његових бивших сабораца држали су говоре у којима су оспоравали његов карактер. Демократе никада нису јасно објасниле на који би начин њихова победа унапредила државу; Џордан је касније њихову поруку описао као просто: „наш човек је бољи од вашег“.
Зелени су још оштрије осетили утицај ратних лојалности док су настојали да освоје гласове на југу. Вивер је током јула и августа кренуо на говорничку турнеју по Југу. Иако су локалне странке Зелени имале извесног успеха у новије време, национална странка је, с бившим републиканцем и генералом Уније на челу листе, наилазила на снажније противљење. Њихов покушај придобијања афроамеричких гласача такође је представљао претњу белој демократској елити, што је довело до насилних инцидената на Виверовим скуповима и претњи његовим присталицама. Док је Вивер у септембру и октобру водио кампању на Северу, републиканци су га оптуживали да намерно дели гласове како би демократи освојили већину у колебљивим државама. Вивер је одбио да сарађује са демократама у састављању заједничких листа председничких изборника. Ипак, у тркама за државне функције, кандидати Зеленибаца су често улазили у савезе са демократама како би победили републиканске противнике. На септембарским изборима за гувернера у Мејну, једна таква заједничка листа номиновала је Хариса М. Плејстида, који је тесно победио актуелног републиканског кандидата у држави која се дотад сматрала сигурном за ту странку. То изненађујуће поразило Гарфилдову кампању и навело их да преиспитају стратегију махања крвавом кошуљом.

### Царине и имиграција
Након пораза у Мејну, републиканци су почели да више истичу програмске разлике. Једна значајна разлика односила се на став демократа изражен у платформи која је подржавала „царину искључиво ради прихода“. То значи да би се царине користиле само за финансирање трошкова савезне владе, а не и за заштиту појединих индустрија. Гарфилдови сарадници су ову изјаву искористили да представе демократе као неосетљиве на проблеме индустријских радника, којима је висока заштитна царина користила. Питање царина је смањило демократску подршку у индустријализованим северним државама, кључним за стварање демократске већине. Ханкок је додатно погоршао ситуацију када је, покушавајући да заузме умерени став, изјавио да је „питање царина локално питање“. Иако то није било потпуно нетачно — јер се ставови о царинама често заснивају на локалним интересима — ова изјава је била у супротности са платформом демократа и сугерисала да Ханкок не разуме ту тему.
Изгледало је да је промена тактике уродила плодом, пошто су републиканци у октобру остварили победе у Охају и Индијани, што је деморалисало демократе у погледу шанси у новембру. Лидери Демократске странке су Ханкоку изабрали Инглиша за потпредседничког кандидата због његове популарности у Индијани. Након пораза на нивоу државе, неки су предлагали да га уклоне са листе, али их је он убедио да су октобарски порази више резултат локалних питања, те да демократска листа и даље може да победи у Индијани, ако већ не у Охају.
У последњим недељама пред изборе, питање кинеске имиграције ушло је у жижу кампање. Обе велике странке (као и Зелени) су у својим платформама обећале да ће ограничити имиграцију из Кине, за коју су домаћи радници у западним државама веровали да умањује њихове зараде. Међутим, 20. октобра, једне демократске новине објавиле су писмо за које се тврдило да га је Гарфилд упутио групи привредника, у којем обећава да ће одржати имиграцију на садашњем нивоу како би индустрија могла да држи зараде ниским. Гарфилд је то писмо осудио као превару, али тек након што је сто хиљада примерака новина послато у Калифорнију и Орегон. Када је писмо откривено као фалсификат, Гарфилдов биограф Пескин сматра да је можда чак донело гласове републиканцима на Истоку, али да га је вероватно ослабило на Западу.

## Резултати
На изборима је учествовало 36,2% становништва способног за гласање и 80,6% уписаних бирача. Изузетно тесан исход и веома висока излазност одражавали су типичан образац политичке климе доба познатог као Позлаћено доба. Демократска странка је имала загарантоване гласове електора у тзв. „чврстом југу“, као и у већини граничних држава. Републиканци су освојили североисточне и средњезападне државе, укључујући и пресудне колебајуће државе као што су Њујорк, Охајо и Индијана. Републиканци су освојили 214 гласова електора наспрам 155 демократских, али је разлика у броју популарних гласова износила мање од 2.000 од преко 9 милиона гласова. Републиканци су такође освојили Представнички дом са 147 према 135 посланика, док је Сенат био подељен, при чему је потпредседник дао одлучујући глас.
Када су пребројани сви гласови, Гарфилд и Хенкок су били раздвојени са мање од 2.000 гласова — најтеснијим резултатом на председничким изборима у историји Сједињених Држава, како пре тако и после тога. Бирачи су показали велико интересовање за изборе, јер је изашло 78% уписаних гласача — један од највиших процената у историји америчких избора. Сваки од два главна кандидата добио је нешто више од 48% гласова. Вивер је освојио преко 3%, утростручивши резултат Зелене странке у односу на изборе четири године раније. Остали кандидати мањих странака прошли су знатно лошије — Дау је добио 0,1%, а Фелпс само 0,01% гласова. Гарфилд је освојио кључну државу Њујорк са 20.000 гласова разлике од укупно 1,1 милион датих гласова у тој држави. У другим државама резултати су били знатно теснији; Ханкок је у Калифорнији победио са разликом од свега 144 гласа.
У колегијуму изборника резултати су били одлучнији. Као што се и очекивало, Ханкок је освојио државе Југа и пограничне државе, али је Гарфилд однео победу у свим северним државама осим Њу Џерсија, који је изгубио са разликом од само 2.000 гласова. И један и други кандидат су победили у по деветнаест држава, али су Гарфилдове победе у бројније насељеним државама Севера донеле коначни однос од 214 према 155 у електоралним гласовима. Ово је један од само три случаја у историји у којима су оба кандидата победила у истом броју држава — поред избора 1848. и 2020. године. Територијална подела гласова још је више учврстила повлачење Републиканаца из Југа након Реконструкције и показала да могу да победе и без учешћа у борби за гласове у тим државама. Виверово одбијање да се уједини са демократама није имало утицаја на исход; уједињени демократски и зелени гласови би преокренули резултат само у Индијани, али не и у осталим државама у којима је Гарфилд победио, тако да би исход и даље био републиканска већина у колегијуму изборника. Хенкок је био убеђен да су републиканци преваром освојили Њујорк. Међутим, пошто није имао доказе, а и имајући у виду политички хаос који је изазвао спорни резултат избора четири године раније, демократе нису покретале поступак.
Калифорнија је по први пут гласала за демократског кандидата који није победио, што се неће поновити све до избора 2000. године. Републиканци такође нису поново победили без Њу Џерсија и Делавера све до 2000. године. Невада је такође по први пут гласала за демократу који је изгубио.
15,12% свих гласова које је Гарфилд добио дошло је из једанаест држава бивше Конфедерације, где је освојио 37,47% гласова.

### Неправилности
У Вирџинији је дошло до раскола унутар Демократске странке поводом отплате државног дуга, што је довело до тога да се именују две листе електора — једну су подржали „Фандери“, присталице отплате дугова, а другу „Риџастери“, односно они који су се противили плаћању дугова. Обе листе подржавале су Хенкока. Републиканци су у почетку очекивали да би овај расцеп могао довести до њихове победе у држави, али су резултати показали супротно. Риџастерска листа добила је 31.527 гласова, док су Фандери добили 96.449 гласова, што је било довољно да се поразе републиканци, чија је листа имала 84.020 гласова.
Иако је Хенкок убедљиво победио на гласању у Џорџији, дошло је до неправилности у вези са електорским гласовима те државе. Према члану II, ставу 1, тачки 3 Устава Сједињених Америчких Држава, „Конгрес може одредити дан избора електора и дан када ће они дати своје гласове; тај дан мора бити исти у целим Сједињеним Државама.“ Конгрес је 1792. године одредио да електори гласају прве среде у децембру, што је 1880. пало на 1. децембар. Међутим, електори из Џорџије нису гласали тог дана, већ наредне среде, 8. децембра. Конгрес је ипак одлучио да призна гласове Џорџије у званичном бројању; да то није учињено, Хенкок би имао 144 уместо 155 гласова електора.
У то време, бирачи у Калифорнији су гласали за појединачне електоре, при чему је шест кандидата са највише гласова бирано. Један од електора на демократској листи био је Дејвид С. Тери, контроверзна фигура у калифорнијској политици позната по томе што је убио Дејвида С. Бродерика у дуелу Бродерик–Тери 1859. године. Као резултат, око пет стотина демократских гласача је прецртало Теријево име са својих гласачких листића.
Због тесног исхода избора, ови изгубљени гласови довели су до тога да Тери добије мање гласова од целокупне републиканске листе, и тако је један републикански електор, као шести највише пласирани, освојио место у колегијуму. Ово је био први пут да је Калифорнија дала подељене гласове електора, уместо да сви припадну једном кандидату. То ће се поновити још три пута: 1892, 1896 и 1912.

### Детаљни резултати
| Кандидат за председника | Странка                    | Савезна држава     | Гласови            | Гласови            | Гласови изборног колеџа | Потпредседнички кандидат       | Потпредседнички кандидат | Потпредседнички кандидат |
| Кандидат за председника | Странка                    | Савезна држава     | Број               | Проценат           | Гласови изборног колеџа | Име потпредседничког кандидата | Савезна држава           | Гласова изборног колеџа  |
| ----------------------- | -------------------------- | ------------------ | ------------------ | ------------------ | ----------------------- | ------------------------------ | ------------------------ | ------------------------ |
| Џејмс А. Гарфилд        | Републиканска              | Охајо              | 4.454.443          | 48,32%             | 214                     | Честер А. Артур                | Њујорк                   | 214                      |
| Винфилд Скот Ханкок     | Демократска                | Пенсилванија       | 4.444.976          | 48,21%             | 155                     | Вилијам Хејден Инглиш          | Индијана                 | 155                      |
| Џејмс Б. Вивер          | Зелена странка             | Ајова              | 308.649            | 3,35%              | 0                       | Барзилај Џ. Чемберс            | Тексас                   | 0                        |
| Нил Доу                 | Прохибиционистичка странка | Мејн               | 10.364             | 0,11%              | 0                       | Хенри Адамс Томпсон            | Охајо                    | 0                        |
| Џон В. Фелпс            | Антимасонска странка       | Вермонт            | 1.045              | 0,01%              | 0                       | Самјуел С. Померој             | Канзас                   | 0                        |
| Укупно                  | Укупно                     | Укупно             | 9.219.477          | 100%               | 369                     |                                |                          | 369                      |
| Потребно за победу      | Потребно за победу         | Потребно за победу | Потребно за победу | Потребно за победу | 185                     |                                |                          | 185                      |

| Гласови‍           | Гласови‍ | Гласови‍ | Гласови‍   | Гласови‍ |
| ----------------- | ------- | ------- | --------- | ------- |
|                   |         |         |           |         |
| Гарфилд           | Гарфилд |         | 4.454.443 | 48,32%  |
| Ханкок            | Ханкок  |         | 4.444.976 | 48,21%  |
| Вивер             | Вивер   |         | 308.649   | 3,35%   |
| Остали            | Остали  |         | 11.409    | 0,12%   |
| Укупно: 9.219.477 |         |         |           |         |

| Гласови изборног колеџа‍ | Гласови изборног колеџа‍ | Гласови изборног колеџа‍ | Гласови изборног колеџа‍ | Гласови изборног колеџа‍ |
| ----------------------- | ----------------------- | ----------------------- | ----------------------- | ----------------------- |
|                         |                         |                         |                         |                         |
| Гарфилд                 | Гарфилд                 |                         | 214                     | 57,99%                  |
| Ханкок                  | Ханкок                  |                         | 155                     | 42,01%                  |
| Укупно: 369             |                         |                         |                         |                         |

### Географија резултата
- Резултати по окрузима, у нијансама у зависности од процента гласова победничког кандидата

### Картографска галерија
- Мапа резултата председничких избора по окрузима
- Мапа резултата председничких избора по окрузима – Републиканска странка
- Мапа резултата председничких избора по окрузима – Демократска странка
- Мапа резултата председничких избора по окрузима – остали кандидати

- Картограм резултата председничких избора по окрузима
- Картограм резултата председничких избора – Републиканска странка
- Картограм резултата председничких избора – Демократска странка
- Картограм резултата председничких избора – остали кандидати

### Резултати по државама
| Државе/окрузи у којима су победили Ханкок/Инглиш |
| Државе/окрузи у којима су победили Гарфилд/Артур |

|                   |                    | Џејмс Гарфилд Републиканска | Џејмс Гарфилд Републиканска | Џејмс Гарфилд Републиканска | Винфилд Ханкок Демократска | Винфилд Ханкок Демократска | Винфилд Ханкок Демократска | Џејмс Вивер Зелена странка | Џејмс Вивер Зелена странка | Џејмс Вивер Зелена странка | Нил Дау Прохибиционистичка | Нил Дау Прохибиционистичка | Нил Дау Прохибиционистичка | Џон Фелпс Антимасонска | Џон Фелпс Антимасонска | Џон Фелпс Антимасонска | Разлика | Разлика | Укупно по држави | Укупно по држави |
| Држава            | електорски гласови | #                           | %                           | електорски гласови          | #                          | %                          | електорски гласови         | #                          | %                          | електорски гласови         | #                          | %                          | електорски гласови         | #                      | %                      | #                      | %       | Укупно  | Озн.             |                  |
| ----------------- | ------------------ | --------------------------- | --------------------------- | --------------------------- | -------------------------- | -------------------------- | -------------------------- | -------------------------- | -------------------------- | -------------------------- | -------------------------- | -------------------------- | -------------------------- | ---------------------- | ---------------------- | ---------------------- | ------- | ------- | ---------------- | ---------------- |
| Алабама           | 10                 | 56,221                      | 36.98                       | –                           | 91,185                     | 59.97                      | 10                         | 4,642                      | 3.05                       | –                          | –                          | –                          | –                          | –                      | –                      | –                      | −34,964 | −22.99  | 152,048          | AL               |
| Арканзас          | 6                  | 42,436                      | 39.55                       | –                           | 60,775                     | 56.65                      | 6                          | 4,079                      | 3.80                       | –                          | –                          | –                          | –                          | –                      | –                      | –                      | −18,339 | −17.10  | 107,290          | AR               |
| Калифорнија       | 6                  | 80,348                      | 48.92                       | 1                           | 80,442                     | 48.98                      | 5                          | 3,394                      | 2.07                       | –                          | 61                         | 0.04                       | –                          | 6                      | 0.00                   | –                      | −94     | −0.06   | 164,321          | CA               |
| Колорадо          | 3                  | 27,450                      | 51.26                       | 3                           | 24,647                     | 46.03                      | –                          | 1,435                      | 2.68                       | –                          | –                          | –                          | –                          | –                      | –                      | –                      | 2,803   | 5.23    | 53,546           | CO               |
| Конектикат        | 6                  | 67,071                      | 50.52                       | 6                           | 64,415                     | 48.52                      | –                          | 868                        | 0.65                       | –                          | 409                        | 0.31                       | –                          | –                      | –                      | –                      | 2,656   | 2.00    | 132,802          | CT               |
| Делавер           | 3                  | 14,133                      | 47.86                       | –                           | 15,275                     | 51.73                      | 3                          | 120                        | 0.41                       | –                          | –                          | –                          | –                          | –                      | –                      | –                      | −1,142  | −3.87   | 29,528           | DE               |
| Флорида           | 4                  | 23,654                      | 45.83                       | –                           | 27,964                     | 54.17                      | 4                          | –                          | –                          | –                          | –                          | –                          | –                          | –                      | –                      | –                      | −4,310  | −8.35   | 51,618           | FL               |
| Џорџија           | 11                 | 54,086                      | 34.33                       | –                           | 102,470                    | 65.05                      | 11                         | –                          | –                          | –                          | –                          | –                          | –                          | –                      | –                      | –                      | −48,384 | −30.72  | 156,556          | GA               |
| Илиноис           | 21                 | 318,037                     | 51.11                       | 21                          | 277,321                    | 44.56                      | –                          | 26,358                     | 4.24                       | –                          | 443                        | 0.07                       | –                          | 153                    | 0.02                   | –                      | 40,716  | 6.54    | 622,312          | IL               |
| Индијана          | 15                 | 232,164                     | 49.33                       | 15                          | 225,522                    | 47.91                      | –                          | 12,986                     | 2.76                       | –                          | –                          | –                          | –                          | –                      | –                      | –                      | 6,642   | 1.41    | 470,672          | IN               |
| Ајова             | 11                 | 183,927                     | 56.85                       | 11                          | 105,845                    | 32.72                      | –                          | 32,701                     | 10.11                      | –                          | 592                        | 0.18                       | –                          | 433                    | 0.13                   | –                      | 78,082  | 24.13   | 323,498          | IA               |
| Канзас            | 5                  | 121,549                     | 60.40                       | 5                           | 59,801                     | 29.72                      | –                          | 19,851                     | 9.87                       | –                          | 25                         | 0.01                       | –                          | –                      | –                      | –                      | 61,748  | 30.68   | 201,226          | KS               |
| Кентаки           | 12                 | 106,306                     | 39.80                       | –                           | 149,068                    | 55.80                      | 12                         | 11,499                     | 4.30                       | –                          | 258                        | 0.10                       | –                          | –                      | –                      | –                      | −42,762 | −16.00  | 267,104          | KY               |
| Луизијана         | 8                  | 38,637                      | 37.10                       | –                           | 65,067                     | 62.48                      | 8                          | 439                        | 0.42                       | –                          | –                          | –                          | –                          | –                      | –                      | –                      | −26,430 | −25.38  | 104,143          | LA               |
| Мејн              | 7                  | 74,056                      | 51.45                       | 7                           | 65,171                     | 45.28                      | –                          | 4,480                      | 3.11                       | –                          | 93                         | 0.06                       | –                          | 142                    | 0.10                   | –                      | 8,841   | 6.14    | 143,903          | ME               |
| Мериленд          | 8                  | 78,515                      | 45.37                       | –                           | 93,706                     | 54.15                      | 8                          | 818                        | 0.47                       | –                          | –                          | –                          | –                          | –                      | –                      | –                      | −15,191 | −8.78   | 173,039          | MD               |
| Масачусетс        | 13                 | 165,205                     | 58.50                       | 13                          | 111,690                    | 39.65                      | –                          | 4,548                      | 1.61                       | –                          | 682                        | 0.24                       | –                          | –                      | –                      | –                      | 53,515  | 18.85   | 282,125          | MA               |
| Мичиген           | 11                 | 185,341                     | 52.54                       | 11                          | 131,597                    | 37.30                      | –                          | 34,895                     | 9.89                       | –                          | 942                        | 0.27                       | –                          | 2                      | 0.00                   | –                      | 53,744  | 15.24   | 352,777          | MI               |
| Минесота          | 5                  | 93,903                      | 62.28                       | 5                           | 53,315                     | 35.36                      | –                          | 3,267                      | 2.17                       | –                          | 286                        | 0.19                       | –                          | –                      | –                      | –                      | 40,587  | 26.92   | 150,771          | MN               |
| Мисисипи          | 8                  | 34,854                      | 29.94                       | –                           | 75,750                     | 65.08                      | 8                          | 5,797                      | 4.98                       | –                          | –                          | –                          | –                          | –                      | –                      | –                      | −40,896 | −35.14  | 116,401          | MS               |
| Мисури            | 15                 | 153,567                     | 38.65                       | –                           | 208,609                    | 52.51                      | 15                         | 35,135                     | 8.84                       | –                          | –                          | –                          | –                          | –                      | –                      | –                      | −55,042 | −13.86  | 400,311          | MO               |
| Небраска          | 3                  | 54,979                      | 62.87                       | 3                           | 28,523                     | 32.62                      | –                          | 3,950                      | 4.52                       | –                          | –                          | –                          | –                          | –                      | –                      | –                      | 26,456  | 30.25   | 87,452           | NE               |
| Невада            | 3                  | 8,732                       | 47.60                       | –                           | 9,613                      | 52.40                      | 3                          | –                          | –                          | –                          | –                          | –                          | –                          | –                      | –                      | –                      | −881    | −4.80   | 18,345           | NV               |
| Њу Хемпшир        | 5                  | 44,852                      | 51.94                       | 5                           | 40,794                     | 47.24                      | –                          | 528                        | 0.61                       | –                          | 180                        | 0.21                       | –                          | –                      | –                      | –                      | 4,058   | 4.70    | 86,354           | NH               |
| Њу Џерзи          | 9                  | 120,555                     | 49.02                       | –                           | 122,565                    | 49.84                      | 9                          | 2,617                      | 1.06                       | –                          | 191                        | 0.08                       | –                          | –                      | –                      | –                      | −2,010  | −0.82   | 245,928          | NJ               |
| Њујорк            | 35                 | 555,544                     | 50.32                       | 35                          | 534,511                    | 48.42                      | –                          | 12,373                     | 1.12                       | –                          | 1,517                      | 0.14                       | –                          | 75                     | .01                    | –                      | 21,033  | 1.91    | 1,103,945        | NY               |
| Северна Каролина  | 10                 | 115,874                     | 48.04                       | –                           | 124,208                    | 51.49                      | 10                         | 1,126                      | 0.47                       | –                          | –                          | –                          | –                          | –                      | –                      | –                      | −8,334  | −3.45   | 241,208          | NC               |
| Охајо             | 22                 | 375,048                     | 51.73                       | 22                          | 340,821                    | 47.01                      | –                          | 6,456                      | 0.89                       | –                          | 2,616                      | 0.36                       | –                          | –                      | –                      | –                      | 34,227  | 4.72    | 724,967          | OH               |
| Орегон            | 3                  | 20,619                      | 50.51                       | 3                           | 19,955                     | 48.89                      | –                          | 245                        | 0.60                       | –                          | –                          | –                          | –                          | –                      | –                      | –                      | 664     | 1.64    | 40,819           | OR               |
| Пенсилванија      | 29                 | 444,704                     | 50.84                       | 29                          | 407,428                    | 46.57                      | –                          | 20,668                     | 2.36                       | –                          | 1,939                      | 0.22                       | –                          | 44                     | 0.01                   | –                      | 37,276  | 4.26    | 874,783          | PA               |
| Роуд Ајланд       | 4                  | 18,195                      | 62.24                       | 4                           | 10,779                     | 36.87                      | –                          | 236                        | 0.81                       | –                          | 20                         | 0.07                       | –                          | –                      | –                      | –                      | 7,416   | 25.37   | 29,235           | RI               |
| Јужна Каролина    | 7                  | 58,071                      | 33.97                       | –                           | 112,312                    | 65.70                      | 7                          | 566                        | 0.33                       | –                          | –                          | –                          | –                          | –                      | –                      | –                      | −54,241 | −31.73  | 170,949          | SC               |
| Тенеси            | 12                 | 107,677                     | 44.53                       | –                           | 129,191                    | 53.01                      | 12                         | 5,917                      | 2.45                       | –                          | 43                         | 0.02                       | –                          | –                      | –                      | –                      | −21,514 | −8.48   | 242,828          | TN               |
| Тексас            | 8                  | 57,893                      | 23.95                       | –                           | 156,428                    | 64.71                      | 8                          | 27,405                     | 11.34                      | –                          | –                          | –                          | –                          | –                      | –                      | –                      | −98,535 | −40.76  | 241,726          | TX               |
| Вермонт           | 5                  | 45,567                      | 69.88                       | 5                           | 18,316                     | 28.09                      | –                          | 1,215                      | 1.86                       | –                          | –                          | –                          | –                          | 105                    | 0.16                   | –                      | 27,251  | 41.79   | 65,203           | VT               |
| Вирџинија         | 11                 | 83,533                      | 39.47                       | –                           | 128,083                    | 60.53                      | 11                         | –                          | –                          | –                          | –                          | –                          | –                          | –                      | –                      | –                      | −44,550 | −21.05  | 211,616          | VA               |
| Западна Вирџинија | 5                  | 46,243                      | 41.03                       | –                           | 57,391                     | 50.92                      | 5                          | 9,079                      | 8.05                       | –                          | –                          | –                          | –                          | –                      | –                      | –                      | −11,148 | −9.89   | 112,713          | WV               |
| Висконсин         | 10                 | 144,400                     | 54.04                       | 10                          | 114,649                    | 42.91                      | –                          | 7,986                      | 2.99                       | –                          | 69                         | 0.03                       | –                          | 91                     | 0.03                   | –                      | 29,751  | 11.14   | 267,195          | WI               |
| TOTALS:           | 369                | 4,454,433                   | 48.32                       | 214                         | 4,444,976                  | 48.21                      | 155                        | 308,649                    | 3.35                       | –                          | 10,364                     | 0.11                       | –                          | 1,045                  | 0.01                   | –                      | 9,457   | 0.11    | 9,219,477        | US               |

### Савезне државе које су прешле са републиканске на демократску страну
- Калифорнија
- Флорида
- Луизијана
- Невада
- Јужна Каролина

### Савезне државе које су прешле са демократске на републиканску страну
- Конектикат
- Индијана
- Њујорк

### Савезне државе у којима је разлика била минимална
Разлика у броју освојених гласова мања од 1% (15 електорских гласова):
1. Калифорнија, 0,06% (95 гласова)
2. Њу Џерзи, 0,82% (2.010 гласова)

Разлика у броју освојених гласова између 1% и 5% (131 електорски глас):
1. Индијана, 1,41% (6.642 гласа)
2. Орегон, 1,64% (664 гласа)
3. Њујорк, 1,91% (21.033 гласа) (одлучујућа савезна држава)
4. Конектикат, 2,00% (2.656 гласова)
5. Северна Каролина, 3,45% (8.334 гласа)
6. Делавер, 3,87% (1.142 гласа)
7. Пенсилванија, 4,26% (37.276 гласова)
8. Њу Хемпшир, 4,70% (4.058 гласова)
9. Охајо, 4,72% (34.227 гласова)
10. Невада, 4,80% (881 глас)

Разлика у броју освојених гласова између 5% и 10% (58 електорских гласова):
1. Колорадо, 5,23% (2.803 гласа)
2. Мејн, 6,14% (8.841 глас)
3. Илиноис, 6,54% (40.716 гласова)
4. Флорида, 8,35% (4.310 гласова)
5. Тенеси, 8,48% (21.514 гласова)
6. Мериленд, 8,78% (15.191 глас)
7. Западна Вирџинија, 9,89% (11.148 гласова)

## Последице
Када је Џејмс Гарфилд ступио на дужност у марту 1881. године, расцеп унутар Републиканске партије, који је привремено био залечен због избора, поново је испливао на површину и довео до новог сукоба. Гарфилд је у кабинет именовао Џејмса Блејна, што је изазвало незадовољство код Сталварта – фракције коју је предводио Роско Конклинг – јер су осетили да немају контролу над системом страначког запошљавања, чак ни у родној држави самог Конклинга, Њујорку. Гарфилд је именовао Вилијама Х. Робертсона, присталицу реформе државне службе, на најисплативију државну функцију у Њујорку, и одбио је да повуче номинацију упркос Конклинговим протестима. Као одговор, Конклинг и његови савезници потпуно су блокирали законодавну активност у Сенату, у којем је однос снага био веома тесан. У мају су Конклинг и њујоршки сенатор Томас С. Плат поднели оставке у знак протеста.
Ова два Сталварта су очекивала да ће их њујоршка скупштина тријумфално поново изабрати у Сенат; уместо тога, скупштина је месецима остала у ћорсокаку и на крају је одбила да врати било ког од њих на функцију. Међутим, пре него што је ова одлука постала званична, Чарлс Џ. Гито, психички нестабилан човек који је био огорчен због тога што није добио очекивану страначку функцију, пуцао је на председника Гарфилда у Вашингтону 2. јула 1881. године. Гарфилд је преживео још два и по месеца, али је подлегао повредама 19. септембра 1881. године. Потпредседник Честер А. Артур, који је и сам био Сталварт из Њујорка, положио је председничку заклетву исте вечери. Убиство Гарфилда од стране човека који је веровао у систем страначког запошљавања (spoils system) шокирало је јавност и подстакло позиве за реформу државне службе — и Артур, иако бивши део Конклингове машинерије, прикључио се том покрету.
Године 1883, двопартијска већина у Конгресу изгласала је Пендлтонов закон о реформи државне службе, како би се ставила тачка на најгоре облике политичког запошљавања, а Артур је тај закон потписао. Конгрес је у том периоду решио и питање имиграције из Кине, изгласавши Закон о искључењу Кинеза 1882. године. Артур је у почетку уложио вето на сличан закон, сматрајући да је у супротности са постојећим споразумом између САД и Кине, али је на крају потписао компромисни закон који је забранио имиграцију из Кине у трајању од десет година. Питање царина, које је било једно од кључних у кампањи, углавном је остало нерешено у наредне четири године. Ипак, Конгрес је усвојио мању ревизију која је смањила царине у просеку за мање од 2 процента. После млаког покушаја да добије номинацију за председника 1884. године, Артур се повукао из политике и преминуо две године касније.

### Примарни извори
- Chester, Edward W  A guide to political platforms (1977) online
- Porter, Kirk H. and Donald Bruce Johnson, eds. National party platforms, 1840-1964 (1965) online 1840-1956